# Massif de la Muzelle
Massif de la Muzelle este o arie protejată (sit de importanță comunitară — SCI) din Franța întinsă pe o suprafață de 16.896 ha, integral pe uscat.

## Localizare
Centrul sitului Massif de la Muzelle este situat la coordonatele 44°55′44″N 6°03′46″E / 44.9288°N 6.06266°E.

## Înființare
Situl Massif de la Muzelle a fost declarat arie specială de conservare în baza directivei 92/43 din 1992 referitoare la conservarea habitatelor naturale și a faunei și florei sălbatice pentru a proteja 6 specii de plante și 4 specii de animale.

## Biodiversitate
Situată în ecoregiunea alpină, aria protejată conține 31 de habitate naturale: Păduri montane și subalpine de Pinus uncinata (* dezvoltate pe substrat gipsos sau calcaros), Păduri de fag Asperulo-Fagetum, Păduri de fag subalpine medio-europene cu Acer și Rumex arifolius, Tufărișuri subarctice cu Salix spp., Pajiști carstice calcaroase sau bazofile, de Alysso-Sedion albi, Păduri de fag din Europa Centrală dezvoltate pe sol calcaros cu Cephalanthero-Fagion, Râuri de munte și vegetația erbacee de pe malurile acestora, Pajiști alpine și subalpine calcaroase, Grohotișuri calcaroase și de șisturi calcaroase de la nivelul montan până la nivelul alpin (Thlaspietea rotundifolii), Pajiști boreale și alpine pe substrat silicios, Lacuri și iazuri distrofice naturale, Râuri de munte și vegetația lor lemnoasă cu Myricaria germanica, Râuri de munte și vegetația lor lemnoasă cu Salix elaeagnos, Pajiști uscate europene, Formațiuni de Juniperus communis pe lande sau pajiști calcaroase, Liziere de ierburi înalte hidrofile de câmpie și de nivel montan până la alpin, Fânețe montane, Mlaștini alcaline, Grohotișuri silicioase de la nivelul montan până la nivelul zăpezii (Androsacetalia alpinae și Galeopsietalia ladani), Grohotișuri termofile și vest-mediteraneene, Pante stâncoase silicioase cu vegetație casmofită, Păduri de fag Luzulo-Fagetum, Păduri acidofile de Picea de la nivel montan la nivel alpin (Vaccinio-Piceetea), Păduri alpine de Larix decidua și/sau Pinus cembra, Pante stâncoase calcaroase cu vegetație casmofită, Păduri pe pante, grohotișuri și ravene de Tilio-Acerion, Lespezi calcaroase, Pajiști alpine și boreale, Pajiști uscate seminaturale și facies de acoperire cu tufișuri pe substraturi calcaroase (Festuco-Brometalia) (* situri importante pentru orhidee), Păduri aluvionare cu Alnus glutinosa și Fraxinus excelsior (Alno-Padion, Alnion incanae, Salicion albae), Ghețari permanenți.
La baza desemnării sitului se află mai multe specii protejate:
- plante (6): Buxbaumia viridis, papucul doamnei (Cypripedium calceolus), Dracocephalum austriacum, Eryngium alpinum, Potentilla delphinensis, Trifolium saxatile
- mamifere (1): lupul (Canis lupus)
- nevertebrate (3): fluturele auriu (Euphydryas aurinia), Euplagia quadripunctaria, Rosalia alpina

Pe lângă speciile protejate, pe teritoriul sitului au mai fost identificate 1 specie de plante.